# Wereldkampioenschap wegrace 1950
Het wereldkampioenschap wegrace seizoen 1950 was het tweede in de geschiedenis van het door de FIM georganiseerde wereldkampioenschap wegrace.

## FIM
Begin 1950 maakte de FIM bekend dat men Duitsland weer wilde toelaten tot de internationale wedstrijden, inclusief het wereldkampioenschap. Dit voornemen werd in het algemeen met instemming ontvangen, maar Nederland en België stemden er nog tegen. Voorlopig kwamen er nog geen Duitse coureurs in actie, maar wél BMW's: Hub Pellikaan en Piet Knijnenburg startten allebei in de TT van Assen met een R 51/2, maar vielen uit. Marcel Masuy en Denis Jenkinson scoorden een punt in de zijspanklasse met een BMW. Het wereldkampioenschap van 1950 verliep voor iedereen naar tevredenheid, maar het puntensysteem was moeilijk te begrijpen, hoewel het punt voor de snelste ronde was afgeschaft, het verschil tussen de punten kleiner was en de zesde finisher nu ook een punt kreeg. In het najaar werden tijdens het FIM-congres naast Bulgarije ook Venezuela en Japan als leden toegelaten, maar tot deelnemers in het wereldkampioenschap leidde dat niet.

### Puntentelling
De puntentelling werd gewijzigd. De eerste zes finishers kregen nu punten, maar het omstreden extra punt voor de snelste ronde was afgeschaft. In de 500cc-klasse werden zes, in de 350cc-klasse zes, in de 250cc-klasse vier, in de 125cc-klasse drie en in de zijspanklasse drie wedstrijden gereden. Bij de 125 cc en de zijspanklasse telden alle wedstrijden, bij de 250 cc telden de beste drie resultaten en bij de 350 cc en de 500 cc de beste vier resultaten.
|              | 1e | 2e | 3e | 4e | 5e | 6e | snelste ronde |
| ------------ | -- | -- | -- | -- | -- | -- | ------------- |
| Punten 1949: | 10 | 8  | 7  | 6  | 5  | 0  | 1             |
| Punten 1950: | 8  | 6  | 4  | 3  | 2  | 1  | 0             |

|               | 125 cc | 250 cc | 350 cc | 500 cc | Zijspan |
| ------------- | ------ | ------ | ------ | ------ | ------- |
| Aantal races: | 3      | 4      | 6      | 6      | 3       |
| Tellend:      | 3      | 3      | 4      | 4      | 3       |

## Merken/teams
- AJS zette alles op Les Graham, die met de AJS Porcupine in de 500cc-klasse reed en met de AJS Boy Racer in de 350cc-klasse. In beide klassen reed hij echter slechts drie wedstrijden, waardoor de wereldtitel buiten bereik bleef.
- Benelli kwam met de 250 Bialbero en Dario Ambrosini uit in de 250cc-klasse en sloeg al een grote slag toen hij Maurice Cann (Moto Guzzi) in de Lightweight TT versloeg. Ambrosini won nog twee races en daarmee was de Guzzi-Armada verslagen.
- Gilera had constructeur Piero Remor ontslagen en de ontwikkeling van de 500 4C grotendeels aan Piero Taruffi toevertrouwd. Wellicht hoopte men op succes van vice-wereldkampioen Nello Pagani, maar het was juist de jongere Umberto Masetti die twee races won, twee keer tweede werd en de wereldtitel greep.
- Mondial was het enige team dat de 125cc-klasse serieus nam. Haar fabrieksrijders moesten de Ulster GP onder elkaar uitvechten, want ze waren de enige deelnemers.
- In Italië had Moto Guzzi zijn eigen topconstructeurs, zoals Carlo Gianini, afkomstig van Gilera en o.a. verantwoordelijk voor de Moto Guzzi Quattro Cilindri en Giulio Cesare Carcano, die uiteindelijk de Moto Guzzi V8 zou bouwen, maar in 1950 bracht het geen 500cc-fabrieksteam op de been. In de 250cc-klasse was de deelname nogal halfslachtig. Men trok Maurice Cann, Bruno Ruffo en Fergus Anderson aan, maar geen van allen startten ze in alle races.
- MV Agusta had Piero Remor aangetrokken. Die had onder de merknamen OPRA en CNA al een viercilinder racer ontwikkeld die hij bij Gilera ombouwde tot luchtkoeling. Toen Remor naar MV Agusta vertrok nam hij dat ontwerp mee, waardoor dezelfde motor bij twee merken werd gebruikt, maar het frame en de voorvork weken af en de machine had ook cardanaandrijving, waardoor ze te zwaar werd. Als coureur kwam Arciso Artesiani over van Gilera. Net als de andere Gilera-rijders had Artesiani ook problemen met Remor, maar hij had weinig keus. Hij was dealer van MV Agusta en kreeg een salaris van 800.000 lire en een fabrieksracer. In de 125cc-klasse debuteerde de MV Agusta 125 Bialbero, de eerste 125cc-viertaktracer van het merk, maar Felice Benasedo kon er nog geen indruk mee maken.
- Joe Craig had Norton in 1939 verlaten omdat men daar niet aan de ontwikkeling van een viercilinder wilde beginnen. Na de Tweede Wereldoorlog was hij teruggekeerd en in 1950 leek het erop dat men bij Norton het gevaar van de viercilinder Gilera's had ingezien. Er werd aan een viercilinder Norton gewerkt, maar dat gebeurde bij British Racing Motors. Norton had haar eencilinder Norton Manx-fabrieksracers flink onder handen genomen. De motoren hadden een korte slag gekregen en het garden gate frame was vervangen door het door Rex- en Cromie McCandless ontwikkelde dubbel wiegframe, waarvoor Harold Daniell de naam "Featherbed" bedacht. Bovendien trok men de jongere Geoff Duke aan, die in 1949 de Clubmans Senior TT had gewonnen. Duke eindigde zowel in de 500cc-klasse als de 350cc-klasse als tweede in het wereldkampioenschap. Norton won bovendien de constructeurstitel in de 500cc-klasse en met Eric Oliver ook de zijspanklasse.
- Velocette was in de 350cc-klasse met de Velocette KTT Mk VIII nog steeds niet te verslaan. Freddie Frith, die in het seizoen 1949 alle races had gewonnen, was weliswaar gestopt, maar Bob Foster nam de honeurs uitstekend waar en won drie GP's en de wereldtitel.

## Coureurs
- Arciso Artesiani stapte over van Gilera naar MV Agusta. Daarbij leek hij constructeur Piero Remor te volgen, maar dat deed hij waarschijnlijk met tegenzin. Remor had bij Gilera problemen gehad met beide coureurs, Artsesiani én Nello Pagani. Toen men Artesiani verweet dat de wereldtitel in het seizoen 1949 door Les Graham gewonnen was omdat Artesiani hem in de Belgische GP van 1949 niet verslagen had, verklaarde Artesiani dat hij in de Ulster Grand Prix was uitgevallen omdat Remor om tijd te winnen slechts de helft van de motorolie had laten verversen. Zijn overstap naar MV Agusta kon wel worden verklaard omdat hij in 1949 samen met zijn broer Medardo motordealer van o.a. MV Agusta was geworden.
- Dario Ambrosini moest het in de 250cc-klasse met zijn Benelli 250 Bialbero opnemen tegen de Moto Guzzi-coureurs met hun 27pk-sterke Moto Guzzi Gambalunghino's, maar Benelli nam het seizoen veel serieuzer dan Moto Guzzi. Ambrosini was de enige Italiaan in de Lightweight TT en hij versloeg na 3½ uur racen Guzzi-coureur Maurice Cann met slechts 0,2 seconde verschil. Cann ging echter niet naar het Europese vasteland, waardoor Ambrosini daar weer andere tegenstanders kreeg: Bruno Ruffo en Fergus Anderson.
- Artie Bell was waarschijnlijk - naast Geoff Duke - een belangrijke tegenstander van Umberto Masetti in de 500cc-klasse en Bob Foster in de 350cc-klasse geworden. Hij had al twee tweede en een eerste plaats gescoord toen hij in de Belgische Grand Prix zodanig gewond raakte dat hij nooit meer kon racen.
- Maurice Cann zette zijn Moto Guzzi Gambalunghino alleen in in de Angelsaksische races: de TT van Man en de Ulster Grand Prix. Hij scoorde in die twee races zo goed dat hij als tweede in het 250cc-wereldkampioenschap eindigde.
- Geoff Duke debuteerde in 1950 met de Norton Manx zowel in de 350- als de 500cc-klasse. Hoewel hij al 27 jaar oud was, was hij jong vergeleken met zijn teamgenoten Artie Bell (36), Harold Daniell (41) en Johnny Lockett (35). Hij won de TT van Man, waar Gilera niet aan de start kwam. In de rest van het seizoen moest Duke het regelmatig afleggen tegen Umberto Masetti met zijn Gilera, vooral omdat de Britse machines (ook AJS) veel bandenproblemen kenden. Toch had hij aan het einde van de rit slechts één punt minder dan Masetti. In de 350cc-klasse moest hij het aanvankelijk opnemen tegen zijn teamgenoot Artie Bell, tot die in de Belgische 500cc-race zwaargewond raakte. Vanaf dat moment nam Bob Foster (Velocette) de leiding in het wereldkampioenschap, waarin Duke ook tweede werd.
- Bob Foster was in het seizoen 1949 al met een Velocette KTT Mk VIII uitgekomen en was toen achter teamgenoot Freddie Frith en AJS-rijder Reg Armstrong derde geworden in het WK. In 1950 volgde hij de gestopte Frith op als eerste rijder bij Velocette en nu was hij de enige die nog vóór de laatste Grand Prix al zeker was van de wereldtitel.
- Les Graham kwam opnieuw voor AJS in de 500- en de 350cc-klasse uit, maar de 500cc-AJS Porcupine was niet erg betrouwbaar en had veel problemen met de bandenslijtage. De 350cc-AJS Boy Racer was eigenlijk als productieracer ontwikkeld en had al moeite om de Velocette KTT Mk VIII bij te houden en moest het nu ook nog opnemen tegen de sterk verbeterde Norton 40M van Geoff Duke. Graham kende alleen succes in de Zwitserse Grand Prix, waar hij beide klassen won.
- Umberto Masetti sloeg net als het hele Gilera-team de TT van Man over (behalve Alberto Milani startte er nooit een Italiaan op een Gilera op Man). Hij was waarschijnlijk aangetrokken als tweede rijder achter Nello Pagani, maar hij versloeg Pagani in de Dutch TT met een halve minuut verschil. In de Zwitserse GP werd hij tweede achter Les Graham (AJS), maar Pagani werd tiende en bleef de rest van het seizoen puntloos. Zo hoefde Masetti zich alleen te bekommeren om Geoff Duke, die hij in de eindstand nipt versloeg.
- Nello Pagani had een teleurstellend seizoen nadat hij in het seizoen 1949 wereldkampioen 125 cc was geworden en in de 500cc-klasse tweede was geworden. Nu werd hij slechts vierde in de 500cc-klasse.
- Bruno Ruffo vormde het Mondial-125cc-team samen met Carlo Ubbiali en Gianni Leoni. Met slechts drie races in het seizoen was die klasse mager vertegenwoordigd en de enige enigszins serieuze tegenstander was Morini, dat ook nog een van die races (de Ulster Grand Prix) oversloeg. Ruffo, Ubbiali en Leoni wonnen alle drie een wedstrijd en werden alle drie ook een keer tweede. Ruffo werd echter ook nog een keer vierde in de GP des Nations en daardoor wereldkampioen 125 cc.

### Gestopt
- Artie Bell raakte op 2 juli tijdens de GP van België gewond en verloor het gebruik van zijn rechter arm, waardoor zijn carrière werd beëindigd.
- Harold Daniell beëindigde zijn carrière na afloop van dit seizoen. Hij ging Nortons verkopen in Londen maar racete ook nog met Formule 3-auto's (met motorblokken van Norton of JAP)..
- Freddie Frith, wereldkampioen 350 cc in het seizoen 1949 had zijn carrière beëindigd. Hij had slechts aan één WK-seizoen deelgenomen en was op 9 juli 1949 de eerste wereldkampioen wegrace in de geschiedenis geworden.

### Overleden
- David Whitworth verongelukte op 2 juli tijdens de GP van België na een aanrijding met Charlie Salt. Hij overleed op 3 juli in het ziekenhuis door een schedelfractuur.

## Races
Isle of Man TT
De TT van Man van 1950 opende het seizoen en de Britten hadden uitgepakt met allerlei vernieuwingen. Op de eerste plaats was daar de relatief jonge Geoff Duke, winnaar van de Clubmans Senior TT en van de Manx Grand Prix in 1949. Hij kwam uit met de nieuwe Norton Manx' die nu voorzien waren van het (later) beroemde featherbed frame. De Italianen waren weer grotendeels afwezig. In de 250cc-klasse telden alle resultaten en daar was Dario Ambrosini voor Benelli aanwezig, maar Moto Guzzi liet zich vertegenwoordigen door Maurice Cann en de 500cc-rijders van Gilera en MV Agusta konden het zich permitteren om weg te blijven omdat er toch drie "streepresultaten" waren. 
GP van België
De Belgische Grand Prix kende 122 deelnemers en 70.000 toeschouwers. Tijdens de 350cc-race verongelukte David Whitworth en tijdens de 500cc-race raakte Artie Bell zo ernstig gewond dat hij nooit meer zou kunnen racen.
Dutch TT
Alleen de 500cc-klasse was een echte internationale aangelegenheid, de 350cc-klasse bestond uitsluitend uit Angelsaksische rijders en Britse machines, de 125cc-klasse, die haar eerste race van het seizoen reed, was vrijwel geheel Italiaans.
GP van Zwitserland
Het programma van de Zwitserse Grand Prix was ten opzichte van het seizoen 1949 gewijzigd. In dat jaar reden alle klassen, maar moest de 250cc-klasse al op zaterdag rijden. Nu liet men de 125cc-klasse vervallen, waardoor het programma op één dag kon worden afgewikkeld. Vooral AJS deed het opmerkelijk goed. Terwijl de 500cc-AJS Porcupine en de 350cc-AJS Boy Racer nog geen goede resultaten had geboekt in de eerdere GP's, won Les Graham plotseling beide klassen en ook Ted Frend en Dickie Dale scoorden punten. 
Ulster Grand Prix
Net als in het seizoen 1949 reden in Ulster alle klassen tegelijk. Dat dwong een groot aantal coureurs (Reg Armstrong, Dickie Dale, Harold Daniell, Geoff Duke, Ted Frend, Les Graham, Harry Hinton, Johnny Lockett, Eric McPherson, Bruno Ruffo en Charlie Salt) om te kiezen voor een bepaalde klasse. Nadat er in 1949 slechts drie klassen gestart waren, koos men nu voor vier klassen. Probleem was dat de zijspanklasse helemaal niet populair was in de Angelsaksische landen en dat de zijspannen het op het smalle stratencircuit ook moeilijk zouden krijgen. Daarom koos men ervoor om de 125cc-klasse aan het veld toe te voegen, maar ook die was niet populair en kende slechts drie deelnemers. Bob Foster werd in Ulster al wereldkampioen 350 cc.
GP des Nations
In de Grand Prix des Nations kwamen niet alleen alle klassen aan de start, maar werden ook wereldtitels in de 500cc-, 250cc-, 125cc- en de zijspanklasse beslist. In de 350cc-klasse was Bob Foster al wereldkampioen. 

## 500cc-klasse
In de 500cc-klasse gunden de Britten en de Italianen elkaar in 1950 niet veel. Uiteindelijk waren de drie beste resultaten voor Umberto Masetti, die met zijn Gilera in België en Nederland had gewonnen en in Italië tweede was geworden. Geoff Duke werd met de Norton Manx tweede en Les Graham met de AJS Porcupine derde. Toch waren ook de Britten tevreden want de constructeurstitel ging naar Norton. Daarom kreeg Masetti de "Walter Rusk Trophy" van de Britse bond en Duke kreeg de "Trofeo Omobono Tenni" van de Italiaanse bond. MV Agusta kwam er nog niet aan te pas. Het team reisde niet af naar Man en Ulster maar Arciso Artesiani werd wel derde in de Grand Prix des Nations op Monza. Het Norton-fabrieksteam bestond in 1950 uit Harold Daniell, Artie Bell en Geoff Duke. Die laatste had in 1949 de Clubmans Senior TT en de Senior klasse in de Manx Grand Prix gewonnen en was tweede geworden in de Junior Manx Grand Prix. Duke en de Norton Manx leken voor elkaar bestemd te zijn. Ze waren bijna onverslaanbaar en hoewel ook anderen redelijk presteerden met de Nortons, stak Geoff Duke er met kop en schouders boven uit. 
Isle of Man TT
In de Senior TT sloeg Geoff Duke meteen toe: Hij leidde de race van start tot finish en verbrak zowel het ronde- als het racerecord. Zijn teamgenoot Artie Bell liep 2½ minuut achterstand op. Derde man Johnny Lockett moest 3½ minuut toegeven en Les Graham met de fabrieks-AJS E90 ruim vier minuten. 
GP van België
De Senior TT was een enorm succes geworden voor Norton, dat de Norton Manx had voorzien van het revolutionaire featherbed frame, ontwikkeld door de broers Cromie- en Rex McCandless. In België kwam het team van Gilera voor het eerst aan de start. Dat had de Gilera 500 4C laten doorontwikkelen door Piero Taruffi en Franco Passoni. Zo stuurden beide machines veel beter dan in het seizoen 1949 en lieten ze de AJS Porcupine achter zich. Carlo Bandirola, op dat moment leider in de race, remde hard voor de La Source haarspeldbocht waardoor Les Graham achter op zijn machine botste. Graham vloog eraf, maar Artie Bell botste op de AJS Porcupine en daarna tegen een tijdwaarnemingspost. Hij raakte zwaar gewond en was wekenlang in levensgevaar. Hij herstelde dankzij zijn goede conditie maar kon daarna niet meer racen, onder andere omdat hij zijn rechterarm niet meer kon gebruiken. Bandirola kon de race vervolgen en eindigde als vierde. De Norton-fabrieksrijders kregen bandenproblemen en vielen daardoor uit, waardoor de jonge Umberto Masetti de race won voor zijn teamgenoot Nello Pagani en Ted Frend.
Dutch TT
In de 500cc-race, waarin slechts 17 van de 38 starters de finish haalden, kregen de teams van Norton en AJS gevoelige tikken. Van de Britse fabrieksteams haalde niemand de finish, terwijl Umberto Masetti zijn tweede overwinning van het seizoen boekte. Hoewel Gilera Nello Pagani als eerste coureur had aangesteld, versloeg de jonge Masetti hem met ruim een halve minuut verschil.
GP van Zwitserland
Les Graham won de 500cc-race met een ruime voorsprong van meer dan een minuut op Umberto Masetti. Dat was opmerkelijk, want in de TT van Man was Graham met zijn AJS E90 "Porcupine" door de Nortons op grote achtertand gereden terwijl Masetti de beide races waarin hij startte moeiteloos gewonnen had. Het bracht de spanning in het 500cc-kampioenschap voor een deel terug, want Graham deelde de derde plaats nu met Geoff Duke op slechts één punt achterstand op Nello Pagani. Door zijn tweede plaats hield Masetti de schade beperkt en bleef hij ruim aan de leiding staan. 
Ulster Grand Prix
Geoff Duke won de 400 km-lange 500cc-race voor Les Graham. Opvallend was dat WK-leider Umberto Masetti met zijn Gilera 500 4C ruim dertien minuten moest toegeven en slechts zesde werd. Zo behielden Duke en Graham nog uitzicht op de wereldtitel. Als Duke de GP des Nations ook nog zou winnen, moest Masetti ten minste tweede worden om de wereldtitel veilig stellen. 
GP des Nations
Geoff Duke won de 500cc-race in Monza, maar de tweede plaats was voor Umberto Masetti voldoende om de wereldtitel te winnen. Arciso Artesiani scoorde zijn eerste podiumplaats met de MV Agusta 500 4C.

### Uitslagen 500cc-klasse
|   | Datum        | Race               | Circuit           | 1e              | 2e              | 3e               | Snelste ronde   |
| - | ------------ | ------------------ | ----------------- | --------------- | --------------- | ---------------- | --------------- |
| 1 | 9 juni       | Isle of Man TT     | Mountain Course   | Geoff Duke      | Artie Bell      | Johnny Lockett   | Geoff Duke      |
| 2 | 2 juli       | GP van België      | Spa-Francorchamps | Umberto Masetti | Nello Pagani    | Ted Frend        | Geoff Duke      |
| 3 | 8 juli       | Dutch TT           | Assen             | Umberto Masetti | Nello Pagani    | Harry Hinton     | Carlo Bandirola |
| 4 | 23 juli      | GP van Zwitserland | Genève            | Les Graham      | Umberto Masetti | Carlo Bandirola  | Carlo Bandirola |
| 5 | 18 augustus  | Ulster Grand Prix  | Clady             | Geoff Duke      | Les Graham      | Johnny Lockett   | Geoff Duke      |
| 6 | 10 september | GP des Nations     | Monza             | Geoff Duke      | Umberto Masetti | Arciso Artesiani | Umberto Masetti |

### Eindstand 500cc-klasse
| Pos. | Coureur          | Motorfiets | Ptn.    |
| ---- | ---------------- | ---------- | ------- |
| 1    | Umberto Masetti  | Gilera     | 28 (29) |
| 2    | Geoff Duke       | Norton     | 27      |
| 3    | Les Graham       | AJS        | 17      |
| 4    | Nello Pagani     | Gilera     | 12      |
| 5    | Carlo Bandirola  | Gilera     | 12      |
| 6    | Johnny Lockett   | Norton     | 9       |
| 7    | Artie Bell       | Norton     | 6       |
| 8    | Arciso Artesiani | MV Agusta  | 6       |
| 9    | Harry Hinton     | Norton     | 5       |

| Pos. | Coureur        | Motorfiets | Ptn. |
| ---- | -------------- | ---------- | ---- |
| 10   | Ted Frend      | AJS        | 4    |
| 11   | Dickie Dale    | Norton     | 4    |
| 12   | Harold Daniell | Norton     | 4    |
| 13   | Alfredo Milani | Gilera     | 3    |
| 14   | Jock West      | AJS        | 2    |
| 14   | Eric McPherson | Norton     | 2    |
| 16   | Reg Armstrong  | AJS        | 1    |
| 16   | Syd Jensen     | Triumph    | 1    |

(Punten tussen haakjes zijn inclusief streepresultaten)

### Constructeurstitel 500cc-klasse
| Pos. | Constructeur | Ptn.    |
| ---- | ------------ | ------- |
| 1    | Norton       | 28 (32) |
| 2    | Gilera       | 28 (29) |
| 3    | AJS          | 21      |
| 4    | MV Agusta    | 6       |
| 5    | Velocette    | 2       |
| 6    | Triumph      | 1       |

(Punten tussen haakjes zijn inclusief streepresultaten)

## 350cc-klasse
De 350cc-klasse werd in 1950 beheerst door de Britten. De Velocette KTT Mk VIII en de Norton Manx waren échte fabrieksracers, maar Les Graham wist zijn AJS Boy Racer naar de derde plaats in het kampioenschap te rijden, achter Bob Foster met de "Velo" en Geoff Duke met de "Manx". De Nortons waren in dit jaar voor het eerst uitgerust met het nieuwe, door Rex McCandless ontwikkelde Featherbed frame.
Isle of Man TT
Artie Bell won de Junior TT met de Norton 40M met ruim een minuut voorsprong op stalgenoten Geoff Duke en Harold Daniell. Met het nieuwe featherbed frame waren de Nortons nu definitief sneller dan de AJS Boy Racers en de Velocette KTT. Velocette was in 1949 nog niet te kloppen geweest (Freddie Frith had alle wedstrijden gewonnen), maar nu was Ken Bills de snelste Velocette-coureur op de negende plaats, mede door het uitvallen van Reg Armstrong. 
GP van België
Net als in de 500cc-klasse kon AJS ook in de 350cc-klasse met de AJS Boy Racer geen vuist maken tegen de featherbed-Norton Manx en de toch al vrij oude Velocette KTT Mk VIII. Bob Foster was met zijn Velocette bij de finish bijna een halve minuut sneller dan Norton-rijders Artie Bell en Geoff Duke. David Whitworth vocht met Harold Daniell, Ted Frend en Charlie Salt om de vijfde plaats, toen hij en Salt elkaar raakten en crashten. Salt kon verder rijden en werd zelfs nog vijfde, maar David Whitworth werd overgebracht naar het ziekenhuis waar een schedelfractuur werd geconstateerd. Een dag later, op 3 juli, overleed hij aan zijn verwondingen.
Dutch TT
In de 350cc-klasse was de volgorde aan de finish grotendeels gelijk aan die van de GP van België, met uitzondering van Artie Bell, die in België geblesseerd was geraakt. Zo won Bob Foster voor Geoff Duke en Bill Lomas. Foster en Duke stonden nu gelijk aan kop van het wereldkampioenschap.
GP van Zwitserland
Ondanks de slechte resultaten in de vorige races won Les Graham met zijn AJS Boy Racer de 350cc-race in Zwitserland. Bob Foster hield de schade echter beperkt door tweede te worden en ook Geoff Duke behield zijn tweede plaats in het wereldkampioenschap. 
Ulster Grand Prix
In de 350cc-race werd Bob Foster enorm geholpen door het feit dat de jonge Geoff Duke koos voor een start in de 500cc-klasse. Zijn belangrijkste concurrent in de strijd om de wereldtitel was daarmee verdwenen, net als Artie Bell, die in de GP van België zwaar geblesseerd was geraakt, en Les Graham, die ook voor de 500cc-klasse koos. Nu moest hij het vooral opnemen tegen zijn teamgenoot Reg Armstrong, die hij met ruim twaalf seconden versloeg. Daarmee was Foster zeker van de wereldtitel in de 350cc-klasse. 
GP des Nations
De 350cc-race in Monza werd gewonnen door Geoff Duke, die al vrij stevig op de tweede plaats van het wereldkampioenschap stond. Les Graham werd tweede in de race en schoof daardoor eindelijk Artie Bell in de stand om het wereldkampioenschap voorbij. Bell had alleen punten gescoord in de TT van Man en was daarna zwaargewond geraakt in de GP van België. 

### Uitslagen 350cc-klasse

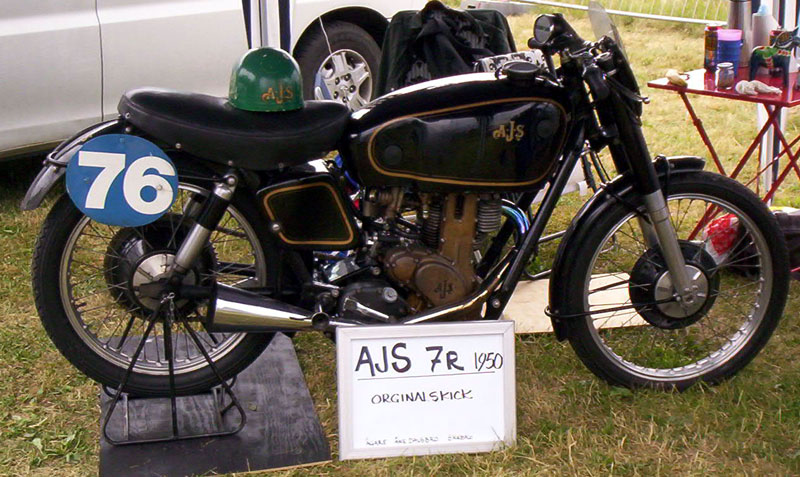
AJS Boy Racer uit 1950

|   | Datum        | Race               | Circuit           | 1e         | 2e            | 3e             | Snelste ronde |
| - | ------------ | ------------------ | ----------------- | ---------- | ------------- | -------------- | ------------- |
| 1 | 7 juni       | Isle of Man TT     | Mountain Course   | Artie Bell | Geoff Duke    | Harold Daniell | Artie Bell    |
| 2 | 2 juli       | GP van België      | Spa-Francorchamps | Bob Foster | Artie Bell    | Geoff Duke     | Artie Bell    |
| 3 | 8 juli       | Dutch TT           | Assen             | Bob Foster | Geoff Duke    | Bill Lomas     | Bob Foster    |
| 4 | 23 juli      | GP van Zwitserland | Genève            | Les Graham | Bob Foster    | Geoff Duke     | Bob Foster    |
| 5 | 18 augustus  | Ulster Grand Prix  | Clady             | Bob Foster | Reg Armstrong | Harry Hinton   | Bob Foster    |
| 6 | 10 september | GP des Nations     | Monza             | Geoff Duke | Les Graham    | Harry Hinton   | Harry Hinton  |

### Eindstand 350cc-klasse
| Pos. | Coureur       | Motorfiets | Ptn.    |
| ---- | ------------- | ---------- | ------- |
| 1    | Bob Foster    | Velocette  | 30      |
| 2    | Geoff Duke    | Norton     | 24 (28) |
| 3    | Les Graham    | AJS        | 17      |
| 4    | Artie Bell    | Norton     | 14      |
| 5    | Reg Armstrong | Velocette  | 11      |
| 6    | Harry Hinton  | Norton     | 9       |
| 7    | Bill Lomas    | Velocette  | 9       |

| Pos. | Coureur        | Motorfiets | Ptn. |
| ---- | -------------- | ---------- | ---- |
| 8    | Harold Daniell | Norton     | 6    |
| 9    | Johnny Lockett | Norton     | 4    |
| 9    | Dickie Dale    | AJS        | 4    |
| 11   | Ted Frend      | AJS        | 4    |
| 12   | Eric McPherson | AJS        | 3    |
| 12   | Cecil Sandford | AJS        | 3    |
| 14   | Charlie Salt   | Velocette  | 2    |

(Punten tussen haakjes zijn inclusief streepresultaten)

### Constructeurstitel 350cc-klasse
| Pos. | Counstructeur | Ptn.    |
| ---- | ------------- | ------- |
| 1    | Velocette     | 30 (32) |
| 2    | Norton        | 28 (36) |
| 3    | AJS           | 20      |

(Punten tussen haakjes zijn inclusief streepresultaten)

## 250cc-klasse
De 250cc-klasse was in 1950 ook een Italiaanse aangelegenheid. Dario Ambrosini reed de eencilinder Benelli naar de eerste plaats, Maurice Cann reed in deze klasse met een Moto Guzzi Gambalunghino en werd tweede vóór zijn teamgenoten Bruno Ruffo en Fergus Anderson.
Isle of Man TT
De Lightweight TT was spannend van start tot finish. Maurice Cann en Dario Ambrosini leverden een gevecht op haren en snaren dat 264 km duurde. Ambrosini won met slechts 0,2 seconde voorsprong, maar het duo was bijna zeven minuten sneller dan derde man Ronald Mead.
GP van Zwitserland
Dario Ambrosini was als enige Italiaan naar de TT van Man gereisd en had daar de lightweight TT gewonnen. Zijn tweede overwinning in Zwitserland bracht hem op zestien punten in het WK, waardoor de wereldtitel al zeer dichtbij kwam. Maurice Cann, tweede in Man, scoorde in Zwitserland niet en stond samen met Bruno Ruffo op de tweede plaats met slechts zes punten.
Ulster Grand Prix
Maurice Cann herhaalde het succes dat hij in de Ulster GP van 1949 had behaald. Hij won met acht seconden voorsprong op Dario Ambrosini, die echter nog ruim aan de leiding van het wereldkampioenschap bleef. Ambrosini zou in de GP des Nations aan één punt genoeg hebben.
GP des Nations
Dario Ambrosini won met zijn Benelli 250 Bialbero de derde race van het seizoen en stelde daarmee zijn wereldtitel veilig. Dat was een teleurstelling voor Moto Guzzi, dat een flink aantal rijders met de nieuwe Moto Guzzi Gambalunghino had uitgerust, die echter niet overal aan de start kwamen. Ambrosini was ook de enige Italiaan geweest die naar de TT van Man was gereisd en Moto Guzzi-coureur Maurice Cann kwam lang niet overal aan de start. 

### Uitslagen 250cc-klasse
|   | Datum        | Race               | Circuit         | 1e              | 2e              | 3e              | Snelste ronde   |
| - | ------------ | ------------------ | --------------- | --------------- | --------------- | --------------- | --------------- |
| 1 | 5 juni       | Isle of Man TT     | Mountain Course | Dario Ambrosini | Maurice Cann    | Ronald Mead     | Dario Ambrosini |
| 2 | 23 juli      | GP van Zwitserland | Genève          | Dario Ambrosini | Bruno Ruffo     | Dickie Dale     | Dario Ambrosini |
| 3 | 18 augustus  | Ulster Grand Prix  | Clady           | Maurice Cann    | Dario Ambrosini | Wilf Billington | Maurice Cann    |
| 4 | 10 september | GP des Nations     | Monza           | Dario Ambrosini | Fergus Anderson | Bruno Francisci | Dario Ambrosini |

### Eindstand 250cc-klasse
| Pos. | Coureur            | Motorfiets | Ptn. |
| ---- | ------------------ | ---------- | ---- |
| 1    | Dario Ambrosini    | Benelli    | 24   |
| 2    | Maurice Cann       | Moto Guzzi | 14   |
| 3    | Bruno Ruffo        | Moto Guzzi | 6    |
| 3    | Fergus Anderson    | Moto Guzzi | 6    |
| 5    | Dickie Dale        | Benelli    | 4    |
| 5    | Wilf Billington    | Moto Guzzi | 4    |
| 5    | Bruno Francisci    | Benelli    | 4    |
| 5    | Ronald Mead        | Velocette  | 4    |
| 9    | Arthur Burton      | Excelsior  | 3    |
| 9    | Claudio Mastellari | Moto Guzzi | 3    |
| 9    | Benoît Musy        | Moto Guzzi | 3    |
| 9    | Roland Pike        | Rudge      | 3    |

| Pos. | Coureur          | Motorfiets    | Ptn. |
| ---- | ---------------- | ------------- | ---- |
| 13   | Len Bayliss      | Elbee Special | 2    |
| 13   | Carlo Bellotti   | Moto Guzzi    | 2    |
| 13   | David Andrews    | Excelsior     | 2    |
| 13   | Alano Montanari  | Moto Guzzi    | 2    |
| 17   | Arnold Jones     | Moto Guzzi    | 1    |
| 17   | Onorato Francone | Moto Guzzi    | 1    |
| 17   | William Campbell | Excelsior     | 1    |
| 17   | Ugo Plebani      | Moto Guzzi    | 1    |

### Constructeurstitel 250cc-klasse
| Pos.          | Constructeur  | Ptn. |
| ------------- | ------------- | ---- |
| 1             | Benelli       | 30   |
| 2             | Moto Guzzi    | 26   |
| 3             | Velocette     | 4    |
| 4             | Rudge         | 3    |
| align="right" | Excelsior     | 3    |
| 6             | Elbee Special | 2    |

## 125cc-klasse
In de 125cc-klasse was Mondial in 1950 ongenaakbaar, en hoewel Moto Morini en MV Agusta gedurende het seizoen sterker werden, waren de eerste drie plaatsen voor Mondial. Bruno Ruffo werd wereldkampioen vóór Gianni Leoni en Carlo Ubbiali. De eerste niet-Italiaanse motorfiets was de Sparta van Gijs Lagerweij.
Dutch TT
In Assen debuteerde de MV Agusta 125 Bialbero, die in de volgende jaren zes wereldtitels zou scoren, maar nu kwam Felice Benasedo nog niet verder dan de vijfde plaats, voor Gijs Lagerweij, de eerste niet-Italiaanse coureur die punten in de 125cc-klasse scoorde. Bruno Ruffo won voor zijn teamgenoot Gianni Leoni met de Mondial 125 Bialbero, maar het verschil was slechts 0,1 seconde. 
Ulster Grand Prix
De 125cc-race in Ulster was een aanfluiting. Alleen de fabrieksrijders van Mondial verschenen aan de start: Carlo Ubbiali, Bruno Ruffo en Gianni Leoni. Ubbiali won voor Ruffo, maar Leoni haalde de finish niet. De FIM bepaalde hierna dat er ten minste zes starters moesten zijn om een Grand Prix te laten meetellen voor het wereldkampioenschap. 
GP des Nations
Gianni Leoni won de 125cc-race, maar hij had nog slechts een theoretische kans op de wereldtitel. Het was echter al duidelijk dat de wereldtitel naar een van de drie Mondial-fabriekscoureurs zou gaan, want zij waren als enige naar de Ulster Grand Prix afgereisd. Bruno Ruffo had aan de vierde plaats genoeg om wereldkampioen te worden. Leoni kwam door zijn overwinning op gelijke hoogte met Carlo Ubbiali, die hij met 0,8 seconde verschil versloeg. 

### Uitslagen 125cc-klasse

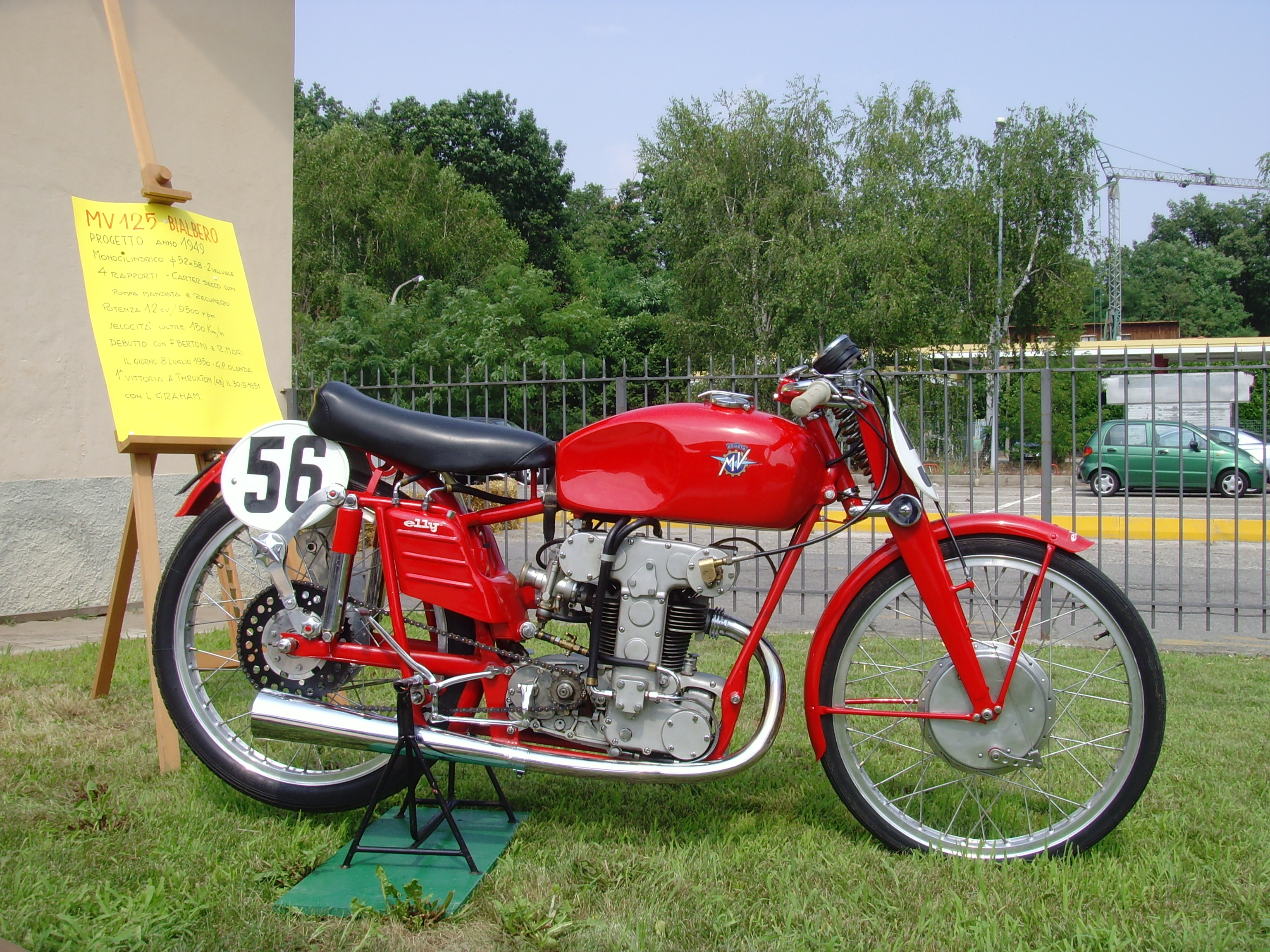
MV Agusta 125 Bialbero

|   | Datum        | Race              | Circuit | 1e            | 2e            | 3e               | Snelste ronde |
| - | ------------ | ----------------- | ------- | ------------- | ------------- | ---------------- | ------------- |
| 1 | 8 juli       | Dutch TT          | Assen   | Bruno Ruffo   | Gianni Leoni  | Giuseppe Matucci | Bruno Ruffo   |
| 2 | 18 augustus  | Ulster Grand Prix | Clady   | Carlo Ubbiali | Bruno Ruffo   | –                | Carlo Ubbiali |
| 3 | 10 september | GP des Nations    | Monza   | Gianni Leoni  | Carlo Ubbiali | Luigi Zinzani    | Carlo Ubbiali |

### Eindstand 125cc-klasse
| Pos. | Coureur          | Motorfiets | Ptn. |
| ---- | ---------------- | ---------- | ---- |
| 1    | Bruno Ruffo      | Mondial    | 17   |
| 2    | Gianni Leoni     | Mondial    | 14   |
| 2    | Carlo Ubbiali    | Mondial    | 14   |
| 4    | Giuseppe Matucci | Morini     | 4    |
| 4    | Luigi Zinzani    | Morini     | 4    |

| Pos. | Coureur          | Motorfiets | Ptn. |
| ---- | ---------------- | ---------- | ---- |
| 6    | Umberto Braga    | Mondial    | 3    |
| 7    | Raffaele Alberti | Mondial    | 2    |
| 7    | Felice Benasedo  | MV Agusta  | 2    |
| 9    | Gijs Lagerweij   | Sparta     | 1    |
| 9    | Emilio Soprani   | Morini     | 1    |

### Constructeurstitel 125cc-klasse
| Pos. | Constructeur | Ptn. |
| ---- | ------------ | ---- |
| 1    | Mondial      | 24   |
| 2    | Morini       | 8    |
| 3    | MV Agusta    | 2    |
| 4    | Sparta       | 1    |

## Zijspanklasse 600cc
In de zijspanklasse had Eric Oliver in 1950 weer weinig moeite om de titel te winnen. Bakkenist Lorenzo Dobelli was overgestapt naar Norton en samen wonnen ze alle (drie) wedstrijden. Ercole Frigerio en Ezio Ricotti werden met de Gilera Saturno drie maal tweede.
GP van België
Kennelijk had Lorenzo Dobelli in het seizoen 1949 als bakkenist van Ercole Frigerio wel indruk gemaakt op wereldkampioen Eric Oliver, want nu zat Dobelli in het Watsonian-zijspan van Oliver. Zij wonnen de zijspanrace voor Frigerio, die op zijn beurt Ezio Ricotti, de voormalig bakkenist van Albino Milani had ingehuurd.
GP van Zwitserland
Ook deze tweede zijspanrace van 1950 werd gewonnen door de combinatie Eric Oliver/Lorenzo Dobelli, die daardoor ruim aan de leiding van het wereldkampioenschap gingen. Ze konden in de laatste race nog gepasseerd worden als Ercole Frigerio/Ezio Ricotti zouden winnen, maar dan hadden Oliver/Dobelli aan de derde plaats genoeg om wereldkampioen te worden. Hans Haldemann, die in de GP van België nog derde geworden was, startte in Zwitserland in de 500cc-klasse en niet bij de zijspannen. 
GP des Nations
Eric Oliver en Ercole Frigerio waren eigenlijk de enige twee die de zijspanklasse serieus namen, maar Oliver, met bakkenist Lorenzo Dobelli, beschikte over het nieuwste Norton Manx-blok, terwijl Frigerio het met de verouderde eencilinder Gilera Saturno moest stellen. Oliver/Dobelli wonnen dan ook hun derde race en werden wereldkampioen. 

### Uitslagen zijspanklasse
|   | Datum        | Race               | Circuit           | 1e                            | 2e                             | 3e                              | Snelste ronde                                                   |
| - | ------------ | ------------------ | ----------------- | ----------------------------- | ------------------------------ | ------------------------------- | --------------------------------------------------------------- |
| 1 | 2 juli       | GP van België      | Spa-Francorchamps | Eric Oliver / Lorenzo Dobelli | Ercole Frigerio / Ezio Ricotti | Hans Haldemann / Josef Albisser | Eric Oliver / Lorenzo Dobelli                                   |
| 2 | 23 juli      | GP van Zwitserland | Genève            | Eric Oliver / Lorenzo Dobelli | Ercole Frigerio / Ezio Ricotti | Ferdinand Aubert / René Aubert  | Eric Oliver / Lorenzo Dobelli                                   |
| 3 | 10 september | GP des Nations     | Monza             | Eric Oliver / Lorenzo Dobelli | Ercole Frigerio / Ezio Ricotti | Hans Haldemann / Josef Albisser | Eric Oliver / Lorenzo Dobelli en Ercole Frigerio / Ezio Ricotti |

### Eindstand zijspanklasse
| Pos. | Coureur             | Bakkenist           | Motorfiets | Ptn. |
| ---- | ------------------- | ------------------- | ---------- | ---- |
| 1    | Eric Oliver         | Lorenzo Dobelli     | Norton     | 24   |
| 2    | Ercole Frigerio     | Ezio Ricotti        | Gilera     | 18   |
| 3    | Hans Haldemann      | Josef Albisser      | Norton     | 8    |
| 4    | Ferdinand Aubert    | René Aubert         | Norton     | 7    |
| 5    | Henry Meuwly        | Pierre Devaud       | Gilera     | 3    |
| 5    | Jakob Keller        | Gianfranco Zanzi    | Gilera     | 3    |
| 7    | Alphonse Vervroegen | Pierrot Vervroegen  | FN         | 2    |
| 7    | Willy Wirth         | Fred Schürtenberger | Gilera     | 2    |
| 7    | Ernesto Merlo       | Dino Magri          | Gilera     | 2    |
| 10   | Fritz Mühlemann     | Marie Mühlemann     | Norton     | 2    |
| 11   | Marcel Masuy        | Denis Jenkinson     | BMW        | 1    |

### Constructeurstitel zijspanklasse
| Pos. | Constructeur | Ptn. |
| ---- | ------------ | ---- |
| 1    | Norton       | 24   |
| 2    | Gilera       | 18   |
| 3    | FN           | 2    |
| 4    | BMW          | 1    |